# Sloni v porcelánu
Sloni v porcelánu I. (1999) je sampler, který s podtitulem Písničkáři dětem vytvořil Jiří Sedláček, album produkovali Zdeněk Vřešťál a Vít Sázavský ze skupiny Neřež. Grafika obalu je práce Michala Cihláře. Jakýmsi pokračováním (podle číslovky v názvu byl snad původně plánován sampler Sloni v porcelánu II.) je Havěť všelijaká (2005).

## Seznam písní
1. Sloni v porcelánu, Vít Sázavský
2. Boby, Bratři Ebenové
3. Haló, haló!, Jaromír Nohavica
4. Prosby, Hradišťan (Jiří Pavlica / Jan Skácel)
5. Uspávanka, Jindra Kejak
6. Cestou do Jenkovic, Radůza
7. Žabka, Pavel Dobeš
8. Opice, Jan Burian
9. Kočka, Markéta Fišerová a Marek Eben
10. Trubka, Jiří Schmitzer
11. Čítanka, Jaromír Nohavica
12. Já mám doma chrta, Magdalena Reifová a Petr Vacek (Hana Navarová / Jan Vodňanský, Petr Vacek) – tato píseň je také na albu Popletený svět
13. Sadem, lesem, parkem, Jiří Dědeček
14. Boiler blues, Jan Spálený a Filip Spálený
15. Vrabec, Pavel Dobeš
16. Pouťová, Dagmar Andrtová-Voňková
17. Prase, Jiří Schmitzer
18. Kva-kva-kva, Miroslav Paleček & Michael Janík
19. Malé mládě velbloudí, Jan Vodňanský & Petr Skoumal
20. Ondatra, Jiří Dědeček
21. Černý trh, Jan Burian
22. Sníh, Jindra Kejak
23. Valčík, Zuzana Navarová
24. Dva-tři-čtyři-pět, Zdeněk Vřešťál, Vít Sázavský a dětský sbor Petrklíček, sbormistryně Hana Vašátková (Zdeněk Vřešťál / Jan Fischer)

Kromě uvedených autorů písní dále účinkují Miroslav Klus, Miloš Totter, Bohouš David, Norbi Kovács, Tomáš Kotrba, Jiří Podzimek, David Noll, Iván Gutiérrez.